# Baharak (district)
Baharak est un district de la province de Badakhshan en Afghanistan. Sa population est estimée à 14 000 habitants.